# Begonia juliana
Begonia juliana là một loài thực vật có hoa trong họ Thu hải đường. Loài này được Loefgr. ex Irmsch. mô tả khoa học đầu tiên năm 1953.